# Condado de Wilcox (Geórgia)
O Condado de Wilcox é um dos 159 condados do Estado americano de Geórgia. A sede do condado é Abbeville, e sua maior cidade é Abbeville. O condado possui uma área de 993 km², uma população de 8 577 habitantes, e uma densidade populacional de 9 hab/km² (segundo o censo nacional de 2000). O condado foi fundado em 22 de dezembro de 1857.